# Distretto di Du Layna
Il distretto di Du Layna è un distretto della provincia del Ghowr, Afghanistan, creato dai distretti di Chaghcharan e Shahrak nel 2005.
La popolazione conta 35 100 abitanti.